# 正犯
正犯（せいはん）とは、みずから各犯罪の基本的構成要件に該当する行為を行う者をいう。共犯の対概念である。
正犯には、単独正犯と共同正犯がある。また、単独正犯には行為者がみずから手を下す直接正犯と他の人間を利用して犯罪を実行する間接正犯があり、共同正犯には実行共同正犯と共謀共同正犯がある。